# يوجين بوب
يوجين بوب (بالألمانية: Eugen Bopp)‏ هو لاعب كرة قدم أوكراني في مركز الوسط، ولد في 5 سبتمبر 1983 في كييف في أوكرانيا. شارك مع منتخب ألمانيا تحت 19 سنة لكرة القدم. أما مع النوادي، فقد لعب مع بايرن ميونخ وكارل زايس يينا ونادي روذرهام يونايتد ونادي كرو ألكساندرا ونادي يورك سيتي ونوتينغهام فورست.

## وصلات خارجية
- يوجين بوب على موقع قاعدة بيانات كرة القدم.إي يو (الإنجليزية)
- يوجين بوب على موقع Soccerbase.com (لاعب) (الإنجليزية)
- يوجين بوب على موقع Soccerway.com (الإنجليزية)
- يوجين بوب على موقع عالم كرة القدم.نت (الإنجليزية)